# Alsace (stacja metra)
Alsace – stacja metra w Lille, położona na linii 2. Znajduje się w miejscowości Roubaix, w dzielnicy Fresnoy Mackellerie - Armentières. 
Została oficjalnie otwarta 18 sierpnia 1999.